# سزار رودریگز آلوارز
سزار رودریگز آلوارز (به اسپانیایی: César Rodríguez Álvarez) (زاده ۲۹ ژوئن ۱۹۲۰ لئون - ۱ مارس ۱۹۹۰ - بارسلون) فوتبالیست و مربی اسپانیایی است. رودریگز سابقه بازی در بارسلونا و تیم ملی فوتبال کاتالونیا را دارد. در مدت حضور وی در بارسلونا او مجموعاً در ۳۵۱ بازی شرکت کرد و ۲۳۵ گل به ثمر رساند که او را بهترین گل زن تاریخ باشگاه‌های کاتالان در لا لیگا کرد. هرچند در سال ۲۰۱۲، لیونل مسی رکورد گلزنی او را شکست.